# Lycaena kazamoto
Lycaena kazamoto är en fjärilsart som beskrevs av Druce 1875. Lycaena kazamoto ingår i släktet Lycaena och familjen juvelvingar. Inga underarter finns listade i Catalogue of Life.